# Esperia Football Club 1923-1924
Questa pagina raccoglie i dati riguardanti l'Esperia Football Club nelle competizioni ufficiali della stagione 1923-1924.

## Rosa
| N. |                   | Ruolo | Calciatore         |
| -- | ----------------- | ----- | ------------------ |
|    | Italia (bandiera) | C     | Germano Audisio    |
|    | Italia (bandiera) | A     | Attilio Baragiotta |
|    | Italia (bandiera) | C     | Egidio Bazzini     |
|    | Italia (bandiera) | A     | Riccardo Camporini |
|    | Italia (bandiera) | C     | Pierino Castelli   |
|    | Italia (bandiera) | A     | Armando Corsiglia  |
|    | Italia (bandiera) | A     | Nicola De Martino  |
|    | Italia (bandiera) | P     | Pietro Duvia       |

| N. |                   | Ruolo | Calciatore              |
| -- | ----------------- | ----- | ----------------------- |
|    | Italia (bandiera) | D     | Plinio Farina           |
|    | Italia (bandiera) | C     | Giuseppe Gabaglio       |
|    | Italia (bandiera) | A     | Ottavio Gagliardini     |
|    | Italia (bandiera) | A     | Gabriele Locatelli      |
|    | Italia (bandiera) | P     | Serafino Marelli        |
|    | Italia (bandiera) | A     | Giuseppe Ronchetti (II) |
|    | Italia (bandiera) | A     | Mario Ronchetti (I)     |